# Mireia Biosca Ordaz
Mireia Biosca Ordaz (Valencia, 6 de noviembre de 1986) es una activista social y política española.

## Trayectoria política
Comenzó su trayectoria en activismo social del  colectivo de lesbianas, gays, transexuales y bisexuales Lambda en el 2009, siendo sub-coordinadora del Grupo Joven (2009-2010) y Coordinadora del Grupo de Lesbianas (2010 a 2011).
Comenzó a militar en Esquerra Unida del País Valencià de 2009 hasta la actualidad, siendo Coordinadora Federal del Área de Libertad de Expresión Afectivo-Sexual (alea-IU) desde abril de 2014, hasta noviembre de 2015. También fue miembro de la Permanente de JÓVENES-EUPV de marzo de 2014 hasta septiembre de 2015, siendo en este periodo, responsable de movimientos sociales de dicha sección juvenil.
Ostentó la Secretaría General, responsable de redes sociales y miembro de la Coordinadora del partido político de confluencia Valencia en Común desde julio de 2015 hasta 2017, resultando quinta fuerza en las elecciones municipales del 24 de mayo de 2015 de Valencia y gobernando en tripartito en el Ayuntamiento de Valencia, junto con el PSV y Compromís per València.
Es asesora de Nieves Fábregas Santan, concejala de Cooperación Internacional y migración, Participación Ciudadana, Acción Vecinal, Transparencia y Gobierno Abierto, por parte de Valencia en Común en el Ayuntamiento de Valencia.